# Henry William Ravenel

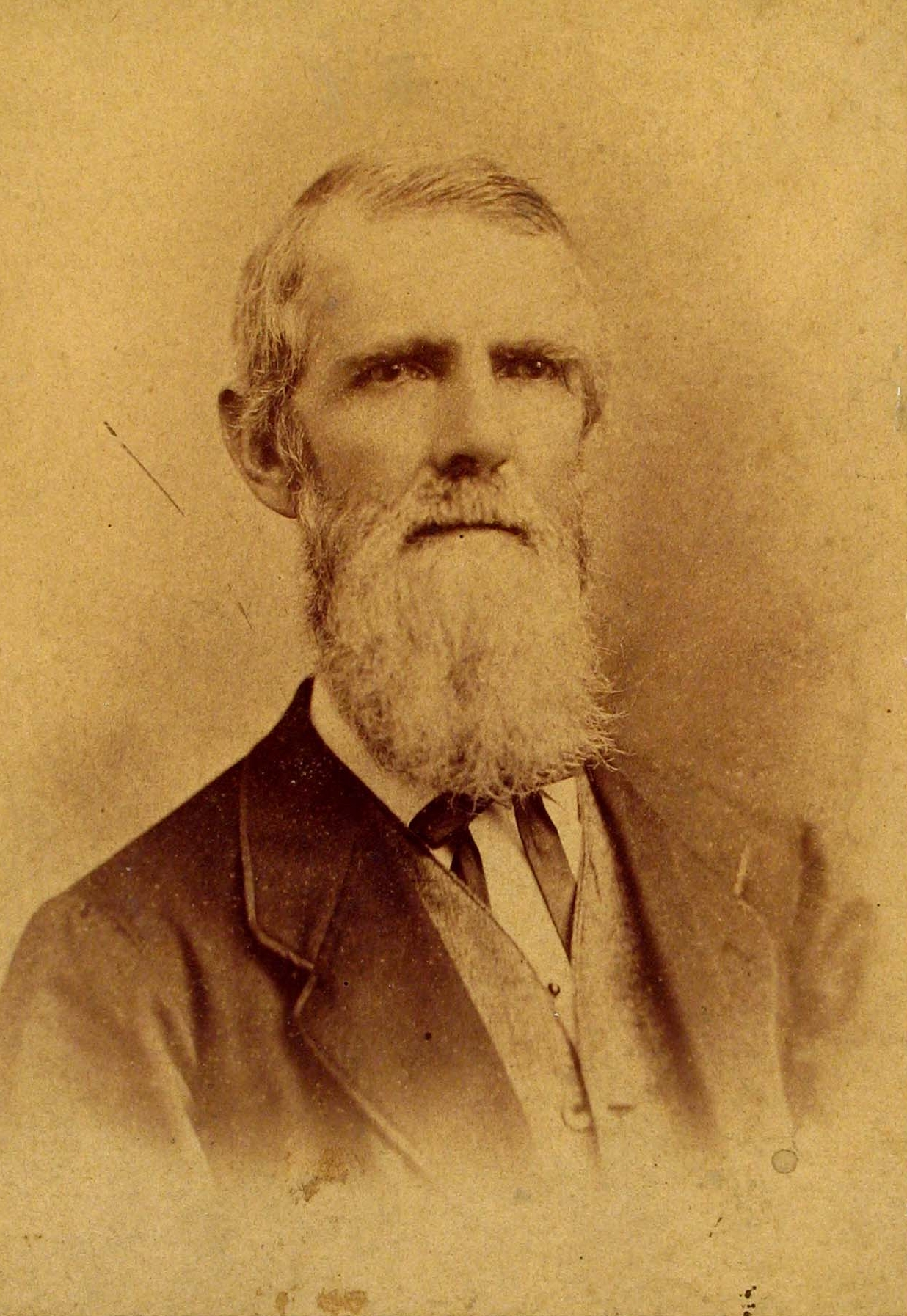
Henry William Ravenel

Henry William Ravenel (ur. 19 maja 1814 w Pineville w hrabstwie Berkleley, zm. 17 lipca 1887 w Aiken) – amerykański botanik. 
Badał głównie rośliny zarodnikowe Południowej Karoliny, opisując wiele nowych dla nauki gatunków. Rodzaj Ravenelia nazwano na jego cześć.
Uczęszczał do Pineville Academy i w 1832 ukończył South Carolina College (obecnie University of South Carolina). Podczas studiów został członkiem Clariosophic Society.